# Ter Dolen (bier)
Ter Dolen is een Belgisch abdijbier.

## Achtergrond
Het bier wordt gebrouwen in Kasteelbrouwerij De Dool, te Helchteren. Dit bier draagt het label Erkend Belgisch Abdijbier sinds 2008. Op de etiketten staat het kasteel Den Dool.
In 1994 wordt het eerste bier Ter Dolen Blond gebrouwen bij deze brouwerij, meteen het allereerste abdijbier van Limburg. In 1997 volgde Ter Dolen Donker en twee jaar later Ter Dolen Tripel. Ten slotte kwam in 2003 Ter Dolen Kriek op de markt.

## De bieren
Er bestaan 6 varianten:
- Blond, goudblond bier met een alcoholpercentage van 6,1%
- Donker, bruin bier met een alcoholpercentage van 7,1%
- Kriek, rood bier met een alcoholpercentage van 4,5%
- Tripel, koperblond bier met een alcoholpercentage van 8,1%
- Armand, blond bier met een alcoholpercentage van 7%; hoppig met een fruitige nasmaak
- Winter, donker bier met een alcoholpercentage van 9,1%